# 潘连生 (1932年)
潘连生（1932年—），男，江苏盐城人，中华人民共和国化学工程师、政治人物，曾任中华人民共和国化学工业部副部长，第八、九届全国政协委员。